# Leo und Claire
Leo und Claire ist ein deutscher Kinofilm aus dem Jahre 2001 von Joseph Vilsmaier mit Michael Degen, Franziska Petri und Suzanne von Borsody in den Hauptrollen.

## Handlung
Deutschland in den Jahren zwischen 1933 und 1942: Leo Katzenberger führt ein Schuhgeschäft in Nürnberg. Er ist Jude. Und er hat Irene ein Studio vermietet. Irene ist jung, blond, sexy und eine Fotografin. Genug Stoff für die kleinbürgerliche Nachbarschaft zu Klatsch und Tratsch. Sie dichtet Leo ein Verhältnis mit ihr an. Leo wird denunziert, wegen Rassenschande verhaftet und schließlich zum Tode verurteilt.
Der Prozess gipfelt in der Argumentation des Richters, Rassenschande sei schlimmer als Mord.

## Hintergrund
Der Film basiert auf wahren Begebenheiten: Es war der bekannteste Fall von Rechtsbeugung während der Nazi-Zeit. Der Fall Katzenberger wird auch im US-amerikanischen Spielfilm Urteil von Nürnberg behandelt, der sich mit dem Nürnberger Juristenprozess befasst, in dem nach dem Krieg Richter Oswald Rothaug zu lebenslanger Freiheitsstrafe verurteilt wurde.
Grundlage des Films ist das Buch „Der Jude und das Mädchen“ von Christiane Kohl. Der Titel des Buches, der die Beziehung zwischen Leo Katzenberger und Irene Seiler/Scheffler in den Vordergrund setzt, wurde durch die Produzenten auf Wunsch der Familie Katzenberger geändert, um Leos Frau Claire in den Vordergrund zu rücken, die in der Geschichte eine Nebenrolle spielt.

## Kritiken
„Der auf Tatsachen beruhende Film verschenkt durch eine uninspirierte Inszenierung, die teilweise allzu holzschnittartige Figurenzeichnung und das nicht durchgehend sicher geführte Ensemble viel von seiner möglichen Wirkung. Dennoch regt er durch einige prägnante Szenen, das fesselnde Spiel der beiden Hauptdarsteller und die Ungeheuerlichkeit des ungesühnten Justizmordes zur Diskussion über die unbewältigte deutsche Vergangenheit an.“